# Liste von Sakralbauten im Landkreis St. Wendel

Landkreis St. Wendel

Die Liste von Sakralbauten im Landkreis St. Wendel listet alle Kirchen, Kapellen und sonstigen Sakralbauten im nordsaarländischen Landkreis St. Wendel auf. Der Landkreis St. Wendel ist traditionell größtenteils stark römisch-katholisch geprägt. Evangelische Dörfer finden sich heute überwiegend im Ostertal östlich der Kreisstadt sowie auf dem Gebiet der Gemeinde Nohfelden, welches früher zum Freistaat Oldenburg gehört hatte.

## Liste

### St. Wendel
| Bild | Inneres | Name                          | Kon- fession | Gemeinde/Ortsteil                      | Bauzeit           | Anmerkungen / Baustil |
| ---- | ------- | ----------------------------- | ------------ | -------------------------------------- | ----------------- | --- |
|      |         | Basilika St. Wendalinus       | röm.-kath.   | St. Wendel (Standort)                  | 4. Jh.            | spätgotische Basilika minor                                                                                                |
|      |         | Stadtkirche                   | ev.          | St. Wendel (Standort)                  | 1845              | Saalkirche |
|      |         | St. Anna                      | röm.-kath.   | St. Wendel (Standort)                  | 1931/ 1949        | Architekt: Hans Herkommer; 1949 Wiederaufbau der stark zerstörten Kirche                                                   |
|      |         | Heilig Geist                  | röm.-kath.   | St. Wendel (Standort)                  | 1967              | Architekt: Hanns Schönecker; Filialkirche von St. Anna; 2003 profaniert und 2006 abgerissen                                |
|      |         | Maria Königin der Engel       | röm.-kath.   | St. Wendel (Standort)                  | 1913              | Neoromanische Missionshauskirche der Steyler Missionare                                                                    |
|      |         | Kapelle auf dem Wendalinushof | röm.-kath.   | St. Wendel (Standort)                  | 1929              | |
|      |         | Hospitalkirche                | röm.-kath.   | St. Wendel (Standort)                  | 1968              | Betongebäude; Architekt: Hanns Schönecker                                                                                  |
|      |         | Neuapostolische Kirche        | neuap.       | St. Wendel (Standort)                  |                   | |
|      |         | St. Remigius                  | röm.-kath.   | St. Wendel/Bliesen (Standort)          | 1904              | Neoromanischer Kirchenbau; aufgrund seiner Größe im Volksmund "Bliestaldom" genannt.                                       |
|      |         | Heilige Familie               | röm.-kath.   | St. Wendel/Winterbach (Standort)       | 1906              | Neogotischer Kirchenbau von Wilhelm Hector; Späth-Orgel von 1934                                                           |
|      |         | St. Marien                    | röm.-kath.   | St. Wendel/Oberlinxweiler (Standort)   | 1951              | Filialkirche von St. Anna                                                                                                  |
|      |         | Evangelische Kirche           | ev.          | St. Wendel/Oberlinxweiler (Standort)   | 1962              | 2014 geschlossen; 2017 abgerissen                                                                                          |
|      |         | St. Martin                    | röm.-kath.   | St. Wendel/Niederlinxweiler (Standort) | 1934              | |
|      |         | Evangelische Kirche           | ev.          | St. Wendel/Niederlinxweiler (Standort) | 1775              | Architekt: Johann Friedrich Stengel                                                                                        |
|      |         | St. Remigius                  | röm.-kath    | St. Wendel/Remmesweiler (Standort)     | 1933/ 1967        | 1967 große Erweiterung der Kirche; Filialkirche von St. Martin Niederlinxweiler; 2023 profaniert                           |
|      |         | Evangelische Kirche           | ev.          | St. Wendel/Remmesweiler (Standort)     | 1974              | Zeltförmiges Kirchengebäude                                                                                                |
|      |         | Evangelische Kirche           | ev.          | St. Wendel/Werschweiler (Standort)     | 1842              | schlichte klassizistische Saalkirche                                                                                       |
|      |         | Evangelische Kirche           | ev.          | St. Wendel/Dörrenbach (Standort)       | 13.–14. Jh. /1775 | schlichte Saalkirche mit romanischem Turm und gotischem Chor                                                               |
|      |         | Margarethenkirche             | ev.          | St. Wendel/Niederkirchen (Standort)    | 12.–13. Jh./ 1517 | Gotische Dorfkirche; Neue Orgel von Yves Koenig (2008); Die Kirche gehört bereits zur Evangelischen Landeskirche der Pfalz |
|      |         | Christkönig                   | röm.-kath.   | St. Wendel/Hoof (Standort)             | 1934              | Die Kirche gehört als einzige im gesamten Landkreis St. Wendel zum Bistum Speyer                                           |
|      |         | Evangelische Kirche           | ev.          | St. Wendel/Hoof (Standort)             | 1853              | neoromanische Saalkirche; Original erhaltene Walcker-Orgel von 1879                                                        |
|      |         | Evangelische Kirche           | ev.          | St. Wendel/Leitersweiler (Standort)    | 1851/ 1915/ 1963  | schlichte Saalkirche |
|      |         | St. Marien                    | röm.-kath.   | St. Wendel/Urweiler (Standort)         | 1935/ 1955        | |

### Freisen
| Bild | Inneres | Name                | Kon- fession | Gemeinde/Ortsteil               | Bauzeit        | Anmerkungen / Baustil                                                             |
| ---- | ------- | ------------------- | ------------ | ------------------------------- | -------------- | --------------------------------------------------------------------------------- |
|      |         | St. Remigius        | röm.-kath.   | Freisen (Standort)              | 1753/ 1953     | Erweiterung der Kirche um ein Querhaus und neuen Chorraum                         |
|      |         | St. Katharina       | röm.-kath.   | Freisen/Oberkirchen (Standort)  | 1760/ 1957     | Massive Erweiterung des Kirchenschiffs; Spätgotischer Kirchturm aus dem Jahr 1414 |
|      |         | St. Marien          | röm.-kath.   | Freisen/Grügelborn (Standort)   | 1947/ 1971     |                                                                                   |
|      |         | St. Martin          | röm.-kath.   | Freisen/Reitscheid (Standort)   | 1955           | Filialkirche                                                                      |
|      |         | Evangelische Kirche | ev.          | Freisen/Schwarzerden (Standort) | ~ 1950er Jahre |                                                                                   |

### Marpingen
| Bild | Inneres | Name                | Kon- fession | Gemeinde/Ortsteil                 | Bauzeit    | Anmerkungen / Baustil                                                         |
| ---- | ------- | ------------------- | ------------ | --------------------------------- | ---------- | ----------------------------------------------------------------------------- |
|      |         | Mariä Himmelfahrt   | röm.-kath.   | Marpingen (Standort)              | 1902       | Neugotische Marienwallfahrtskirche                                            |
|      |         | St. Franziskus      | röm.-kath.   | Marpingen/Urexweiler (Standort)   | 1914       | Neubarocke Pfarrkirche (Architekt: Peter Marx); Klais-Orgel aus dem Jahr 1939 |
|      |         | St. Mauritius       | röm.-kath.   | Marpingen/Alsweiler (Standort)    | 1831/ 1951 | 1951 Erweiterung um zwei Seitenschiffe                                        |
|      |         | Herz Jesu           | röm.-kath.   | Marpingen/Berschweiler (Standort) | 1953       | Filialkirche                                                                  |
|      |         | Evangelische Kirche | ev.          | Marpingen/Berschweiler (Standort) | 1953       |                                                                               |

### Namborn
| Bild | Inneres | Name                | Kon- fession | Gemeinde/Ortsteil                    | Bauzeit | Anmerkungen / Baustil               |
| ---- | ------- | ------------------- | ------------ | ------------------------------------ | ------- | ----------------------------------- |
|      |         | Mariä Himmelfahrt   | röm.-kath.   | Namborn (Standort)                   | 1875    |                                     |
|      |         | St. Anna            | röm.-kath.   | Namborn/Furschweiler (Standort)      | 1828    | Saalkirche                          |
|      |         | St. Willibrord      | röm.-kath.   | Namborn/Baltersweiler (Standort)     | 1950    |                                     |
|      |         | St. Bonifatius      | röm.-kath.   | Namborn/Hofeld-Mauschbach (Standort) | 1964    | Filialkirche                        |
|      |         | Evangelische Kirche | ev.          | Namborn/Hofeld-Mauschbach (Standort) | 1960    | Filialkirche; Entwidmet im Mai 2019 |
|      |         | St. Michael         | röm.-kath.   | Namborn/Gehweiler (Standort)         | 1974    | Filialkirche                        |
|      |         | Evangelische Kirche | ev.          | Namborn/Hirstein (Standort)          | 1959    |                                     |

### Nohfelden
| Bild | Inneres | Name                | Kon- fession | Gemeinde/Ortsteil                       | Bauzeit    | Anmerkungen / Baustil                                                                 |
| ---- | ------- | ------------------- | ------------ | --------------------------------------- | ---------- | ------------------------------------------------------------------------------------- |
|      |         | Evangelische Kirche | ev.          | Nohfelden (Standort)                    | 18. Jh.    |                                                                                       |
|      |         | St. Laurentius      | röm.-kath.   | Nohfelden/Wolfersweiler (Standort)      | 1868       | Neuromanische Pfarrkirche                                                             |
|      |         | Evangelische Kirche | ev.          | Nohfelden/Wolfersweiler (Standort)      | 1788       | Barocker Saalbau; Stumm-Orgel von 1834                                                |
|      |         | Herz Mariä          | röm.-kath.   | Nohfelden/Walhausen (Standort)          | 1948       | Barackenkirche                                                                        |
|      |         | Evangelische Kirche | ev.          | Nohfelden/Walhausen (Standort)          | 1964       |                                                                                       |
|      |         | Heilig Geist        | röm.-kath.   | Nohfelden/Gonnesweiler (Standort)       | 1950/ 1958 | Die Kirche wurde nur 8 Jahre nach ihrer Fertigstellung um ein Seitenschiff erweitert. |
|      |         | St. Martin          | röm.-kath.   | Nohfelden/Neunkirchen (Nahe) (Standort) | 1829       | Romanischer Kirchturm; Sebald-Orgel aus dem Jahr 1936                                 |
|      |         | Maria Königin       | röm.-kath.   | Nohfelden/Selbach (Standort)            | 1961       | Filialkirche                                                                          |
|      |         | St. Barbara         | röm.-kath.   | Nohfelden/Eiweiler (Standort)           | 1959       | Filialkirche                                                                          |
|      |         | Mariä Himmelfahrt   | röm.-kath.   | Nohfelden/Bosen (Standort)              | 1950       | Filialkirche                                                                          |
|      |         | Evangelische Kirche | ev.          | Nohfelden/Bosen (Standort)              | 1914       | Romanischer Kirchturm; Kirchenschiff im Jugendstil                                    |
|      |         | St. Ignatius        | röm.-kath.   | Nohfelden/Türkismühle (Standort)        | 1968       | Zeltförmiges Kirchengebäude ohne Turm                                                 |
|      |         | Evangelische Kirche | ev.          | Nohfelden/Türkismühle (Standort)        | 1959       | Keilförmiges Kirchengebäude ohne Turm                                                 |
|      |         | Rosenkranzkönigin   | röm.-kath.   | Nohfelden/Sötern (Standort)             | 1908/ 1958 | Der Kirchturm wurde erst 1958 erbaut.                                                 |
|      |         | Evangelische Kirche | ev.          | Nohfelden/Sötern (Standort)             | 1765       | Schlichte Saalkirche                                                                  |

### Nonnweiler
| Bild | Inneres | Name                   | Kon- fession | Gemeinde/Ortsteil                   | Bauzeit    | Anmerkungen / Baustil |
| ---- | ------- | ---------------------- | ------------ | ----------------------------------- | ---------- | --- |
|      |         | St. Hubertus           | röm.-kath.   | Nonnweiler (Standort)               | 1902       | Neugotische Pfarrkirche; aufgrund ihrer repräsentativen Außenwirkung im Volksmund "Hochwalddom" genannt. |
|      |         | St. Valentin           | röm.-kath.   | Nonnweiler/Otzenhausen (Standort)   | 1772/ 1864 | Barocke Saalkirche |
|      |         | St. Katharina          | röm.-kath.   | Nonnweiler/Schwarzenbach (Standort) | 1876/ 1933 | |
|      |         | Maria Himmelfahrt      | röm.-kath.   | Nonnweiler/Braunshausen (Standort)  | 1933       | |
|      |         | St. Wilfridus          | röm.-kath.   | Nonnweiler/Kastel (Standort)        | 1777       | Einzige Kirche im deutschsprachigen Raum mit dem Patrozinium des Heiligen Wilfrid von York. Die Kirche besaß einmal eine Dachbodenorgel der Firma Späth, die leider nicht erhalten ist.                            |
|      |         | Kreuzerhöhung          | röm.-kath.   | Nonnweiler/Primstal (Standort)      | 1970       | Die schrägen Wände sind eine Besonderheit der Kirche. Darüber hinaus sind noch der Turm und der Chor der alten Pfarrkirche erhalten.                                                                               |
|      |         | Neuapostolische Kirche | neuap.       | Nonnweiler/Primstal (Standort)      | ~ 1970     | Gemeinde 2012 aufgelöst und in die neuapostolische Gemeinde Wadern integriert. Das Kirchengebäude wurde zu einem Wohnhaus umgebaut, ist allerdings in seinem äußeren Erscheinungsbild nahezu unverändert erhalten. |
|      |         | St. Wendelinus         | röm.-kath.   | Nonnweiler/Bierfeld (Standort)      | 1962       | Filialkirche; Das große Glasfenster an der Westwand ist eine Besonderheit der Kirche |
|      |         | St. Nikolaus           | röm.-kath.   | Nonnweiler/Sitzerath (Standort)     | 1957       | Filialkirche |
|      |         | Evangelische Kirche    | ev.          | Nonnweiler/Mariahütte (Standort)    | 1956       | |

### Oberthal
| Bild | Inneres | Name                | Kon- fession | Gemeinde/Ortsteil                         | Bauzeit          | Anmerkungen / Baustil                               |
| ---- | ------- | ------------------- | ------------ | ----------------------------------------- | ---------------- | --------------------------------------------------- |
|      |         | St. Stephanus       | röm.-kath.   | Oberthal (Standort)                       | 1823/ 1898/ 1925 | Neugotische Pfarrkirche mit Haerpfer-Orgel von 1950 |
|      |         | St. Donatus         | röm.-kath.   | Oberthal/Gronig (Standort)                | 1963             | Zeltförmige Pfarrkirche                             |
|      |         | Christkönig         | röm.-kath.   | Oberthal/Güdesweiler (Standort)           | 1928             | Neubarocke Pfarrkirche                              |
|      |         | Evangelische Kirche | ev.          | Oberthal/Steinberg-Deckenhardt (Standort) | 1962             | 2007 entwidmet; Nachnutzung durch den Musikverein   |

### Tholey
| Bild | Inneres | Name                      | Kon- fession | Gemeinde/Ortsteil                      | Bauzeit    | Anmerkungen / Baustil |
| ---- | ------- | ------------------------- | ------------ | -------------------------------------- | ---------- | --- |
|      |         | Abteikirche St. Mauritius | röm.-kath.   | Tholey (Standort)                      | 13. Jh.    | Frühgotische Abteikirche; Älteste Klostergründung auf deutschem Boden (7. Jh.); Altarfenster von Gerhard Richter.                                       |
|      |         | St. Peter                 | röm.-kath.   | Tholey/Theley (Standort)               | 1895/ 1966 | Neugotische Pfarrkirche; 1966 Erweiterung um zwei zusätzliche Seitenschiffe                                                                             |
|      |         | St. Bartholomäus          | röm.-kath.   | Tholey/Hasborn-Dautweiler (Standort)   | 1904/ 1971 | Neugotische Pfarrkirche; 1971 Erweiterung um einen großen Anbau anstelle der Apsis; 2019 Umfassende Innenrenovierung; Orgel von Konrad Mühleisen (1991) |
|      |         | St. Katharina             | röm.-kath.   | Tholey/Scheuern (Standort)             | 1916       | Neubarocke Pfarrkirche |
|      |         | St. Marien                | röm.-kath.   | Tholey/Überroth-Niederhofen (Standort) | 1935       | Filialkirche von St. Katharina Scheuern |
|      |         | St. Mauritius             | röm.-kath.   | Tholey/Sotzweiler (Standort)           | 1915       | Neugotische Pfarrkirche |
|      |         | St. Blasius               | röm.-kath.   | Tholey/Bergweiler (Standort)           | 1716       | Barocke Wallfahrtskapelle auf dem Blasiusberg |